# Кінсеаньєра

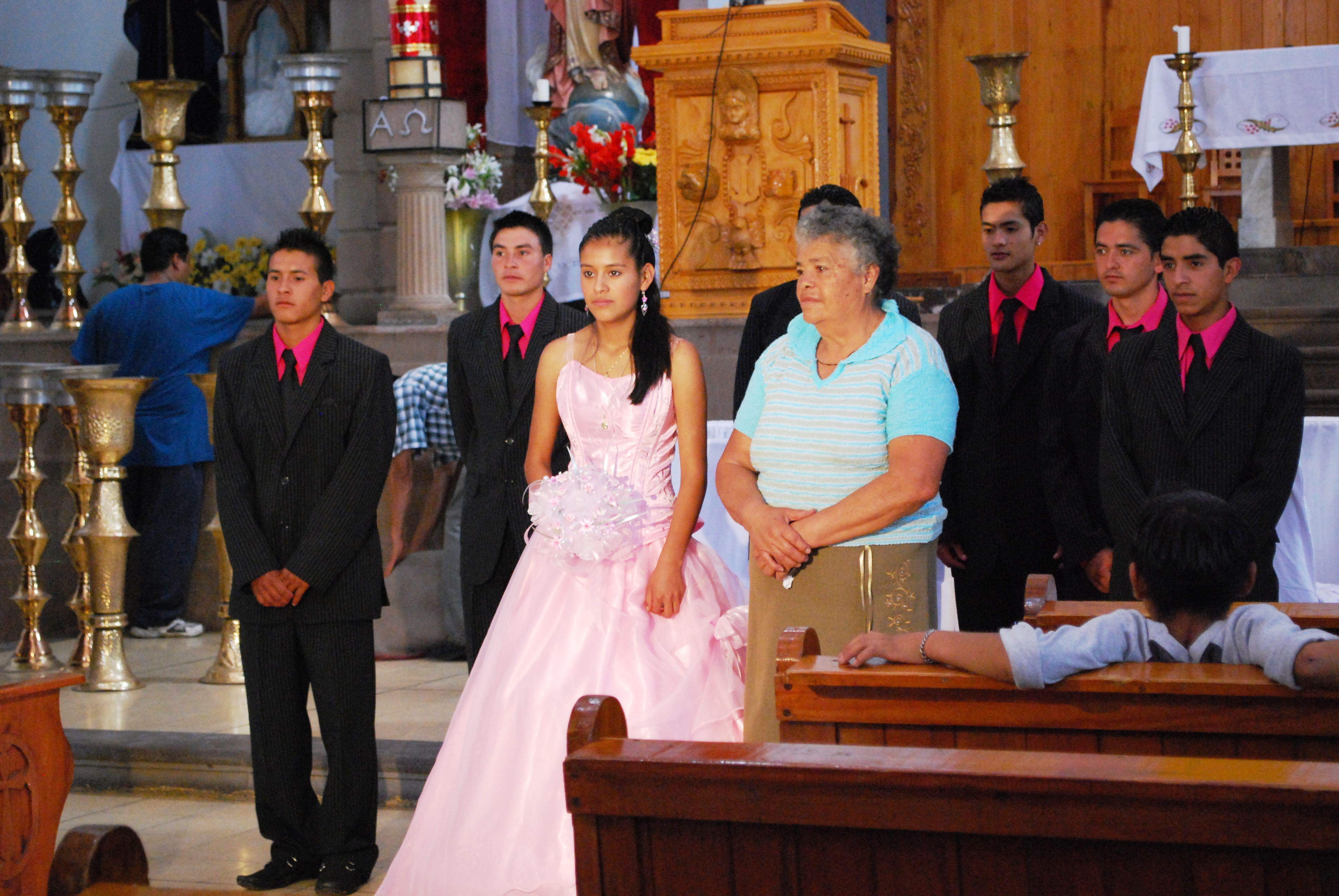
Мексиканська кінсеаньєра після меси в церкві

Кінсеаньєра (ісп. Quinceañera, «quince» — п'ятнадцять; «años» — років) — традиція святкування п'ятнадцятиріччя дівчини в країнах Латинської Америки. Символізує перехід від підліткового віку до дорослого життя.

## Святкування
Готуються до кінсеаньєри заздалегідь. Сім'я дівчини надсилає запрошення, купує сукню, резервує зал, замовляє торт, наймає фотографів та хореографів. Іменинниця обирає 14 камергерів та дам двору, які символізують кожен прожитий нею рік.
Після релігійної меси, дівчина одягає взуття на високих підборах (символ жіночої зрілості) та виконує перший танець із батьком. Далі дівчина та її двір танцюють вальс (часто підготовка ведеться заздалегідь та з допомогою хореографів). Після цього дійства, настає час розваг для гостей — родичі та друзі танцюють під музику гурту маріачі. Важливою частиною святкування є також розрізання торта та проголошення тостів.
Серед традиційних подарунків для іменинниці: тіара, браслет, перстень, сережки, хрестик, Біблія.